# Alloperla furcula
Alloperla furcula är en bäcksländeart som beskrevs av Surdick 1981. Alloperla furcula ingår i släktet Alloperla och familjen blekbäcksländor. Inga underarter finns listade i Catalogue of Life.